# هربرت برينون
ألكسندر هربرت ريجينالد سانت جون برينون (13 يناير 1880 - 21 يونيو 1958) مخرج وممثل وكاتب سيناريو أمريكي من أصل إيرلندي خلال عصر السينما الصامتة خلال الثلاثينيات. كان من بين المخرجين الأوائل الذين حققوا مكانة مشهورة بين رواد السينما لاختراعاته السينمائية المذهلة في كثير من الأحيان. من بين أبرز أفلامه ابنة نبتون (1914) ، بيتر بان (1925) ، قبلة لسندريلا (1925)، ونسخة الفيلم الأصلية من فيلم بو جيست (1926).

## روابط خارجية
- هربرت برينون في قاعدة بيانات الأفلام على الإنترنت
- Herbert Brenon at Virtual History